# Jonathan Milan
Jonathan Milan (* 1. října 2000) je italský profesionální silniční a dráhový cyklista jezdící za UCI WorldTeam Lidl–Trek.
Na letních olympijských hrách 2020 konaných v Tokiu získal s italským národním týmem zlato v týmové stíhačce. Jejich výkon stačil k překonání dosavadního světového rekordu. Na olympiádě v Paříži v roce 2024 skončil s italským týmem ve stejné disciplíně na třetím místě.

## Hlavní výsledky

### Silniční cyklistika
2017
vítěz Circuito di Orsago Juniors
vítěz Coppa Montes
2018
vítěz Circuito di Orsago Juniors
Giro del Nordest d'Italia
vítěz 1. etapy
2020
Národní šampionát
 vítěz časovky do 23 let
Giro Ciclistico d'Italia
vítěz 5. etapy
Mistrovství Evropy
5. místo časovka do 23 let
2022
CRO Race
 vítěz bodovací soutěže
vítěz etap 1 a 2
2023
Giro d'Italia
 vítěz bodovací soutěže
vítěz 2. etapy
Tour of Guangxi
vítěz 2. etapy
Saudi Tour
5. místo celkově
vítěz 2. etapy
2024
Volta a la Comunitat Valenciana
 vítěz bodovací soutěže
vítěz 3. etapy
Giro d'Italia
vítěz etap 4, 11 a 13
5. místo Gent–Wevelgem
7. místo Dwars door Vlaanderen
2025
Tirreno–Adriatico
 vítěz bodovací soutěže
vítěz etap 2 a 7
UAE Tour
 vítěz bodovací soutěže
vítěz etap 1 a 4
Volta a la Comunitat Valenciana
vítěz etap 1 (TTT) a 5
Critérium du Dauphiné
vítěz 2. etapy
6. místo Kuurne–Brusel–Kuurne
Tour de France
vítěz 8. etapy
lídr  po etapách  3–4, 6 a 8–

### Výsledky na Grand Tours
| Grand Tour      | 2023 | 2024 | 2025 |
| --------------- | ---- | ---- | ---- |
| Giro d'Italia   | 103  | 118  | —    |
| Tour de France  | —    | —    |      |
| Vuelta a España | —    | —    |      |

| —   | Nezúčastnil se |
| DNF | Nedokončil     |

### Dráhová cyklistika
2020
Mistrovství Evropy
 2. místo individuální stíhačka
 2. místo týmová stíhačka
 3. místo časovka na 1 km
Mistrovství Evropy do 23 let
 2. místo týmová stíhačka
Mistrovství světa
 3. místo individuální stíhačka
2021
Olympijské hry
 vítěz týmové stíhačky
Mistrovství světa
 vítěz týmové stíhačky
 2. místo individuální stíhačka
Mistrovství Evropy
 vítěz individuální stíhačky
2022
UCI Nations Cup, Cali
 vítěz individuální stíhačky
 vítěz týmové stíhačky
Mistrovství světa
 2. místo individuální stíhačka
 2. místo týmová stíhačka
2023
Mistrovství Evropy
 vítěz individuální stíhačky
 vítěz týmové stíhačky
Mistrovství světa
 2. místo týmová stíhačka
 3. místo individuální stíhačka
2024
Olympijské hry
3. místo týmová stíhačka